# 日刊ベリタ
日刊ベリタ（にっかんベリタ）は株式会社ベリタが運営するニュースサイトであったが、現在は株式会社を解散し、ベリタ編集委員が運営している。主にアジア・太平洋地域の国際ニュースを取り扱う。自社によるニュースサイト運営の他にも、『livedoor ニュース』など外部ニュースサイトや、フランスの『ル・モンド・ディプロマティーク』など海外へのニュース配信も行っている。

## 概要
2002年6月に、「日本初の独立系インターネット新聞」として試験版を公開開始。元毎日新聞編集委員である永井浩神田外語大学教授が初代編集長を務める。2003年3月に、記事の一部を有料化。ほぼ同時期に一時通信を途絶したナウルを取り上げたことにより話題となる。2006年12月より、紙媒体として雑誌『ベリタ』を創刊（柘植書房新社）。現在は農業ジャーナリストの大野和興が編集長を務めている。2005年に、天木直人のコラムが連載される。現在はすべての記事を無料としている。
公開開始当初はアジア・太平洋地域のニュースを中心に取り上げていたが、現在では地域を問わず、平和・外交・経済等の国際ニュースを取り上げている。市民系独立メディアを標榜しており、イラク戦争反対や反新自由主義など、論調はリベラル・左派よりである。